# Лопес Замаллоа, Родольфо
Родольфо Лопес Замаллоа (исп. Rodolfo Zamalloa López; род. в Перу) – инженер, участник первого авиаперелета из Перу в СССР. Стал первым студентом, приехавшим из Перу, который закончил инженерный факультет Российского университета дружбы народов им. Патриса Лумумбы. Во второй половине 1970-х годов работал в Министерстве промышленности Перу.

## Биография
Родольфо Лопес Замаллоа родился в Перу. Поехал получать образование в СССР и стал участником первого авиаперелета из Перу в СССР. В 1965 году он окончил обучение на инженерном факультете Университета Дружбы Народов им. Патриса Лумумбы и стал первым студентом из Перу, который получил такое образование. После того, как он стал выпускником, Родольфо Лопес Замаллоа вернулся в Перу и столкнулся с трудностями, которые относились к дальнейшему устройству на работу. Хотя сам выпускник даже спустя много десятилетий утверждал, что у выпускников-инженеров Российского университета дружбы народов очень высокий инженерный уровень.
У Ректората национального инженерного университета Перу было требование, согласно которому выпускники из СССР должны были подтвердить свои знания и пройти проверку признания дипломов. Значимость советского диплома помог подтвердить сертификат, выданный международной ассоциацией университетов. Проверка дипломов заняла около года, но в итоге документы Родольфо Лопес Замаллоа смог подтвердить. Он начал работать преподавателем в национальном инженерном университете Перу и сам готовил программу лекций по курсу инженерной механики и двигателям внутреннего сгорания. Работал менеджером в американской компании, которая занималась горной промышленностью — добычей меди.
С 1976 по 1978 год работал в Министерстве промышленности Перу. Был генеральным директором концерна, деятельность которого распространялась на территорию Боливии, Чили, Перу и Венесуэлы. Свыше 30 лет был преподавателем в университете в Перу.